# マイク・ギャロ
マイク・ギャロ（Michael Dwain Gallo, 1977年4月2日 - ）は、アメリカ合衆国の野球選手。ポジションは投手。左投左打。
2006年までヒューストン・アストロズで貴重な左のセットアッパーとして活躍していたが、2007年に放出されコロラド・ロッキーズに移籍したが、メジャーでの登板機会は無かった。2006年にワールド・ベースボール・クラシック・イタリア代表にイタリア系アメリカ人として選出された。140キロ台の速球とスライダー、カーブ、チェンジアップを投げる。